# يكدار (أذربيجان)
يكدار بالأذرية: Yekdar، بالأردية: یکدار، بالإنجليزية: Yekdar، بالتركية: Yekdar، بالفارسية: یک‌دار): هي قرية صغيرة في مقاطعة قوبا في أذربيجان. تشكل القرية جزءًا من بلدية روستوف (أذربيجان) ويبلغ عدد سكانها 9.